# BMW i7
BMW i7 (G70E) — представительский электромобиль-седан, выпускаемый компанией BMW с 20 апреля 2022 года.

## Описание

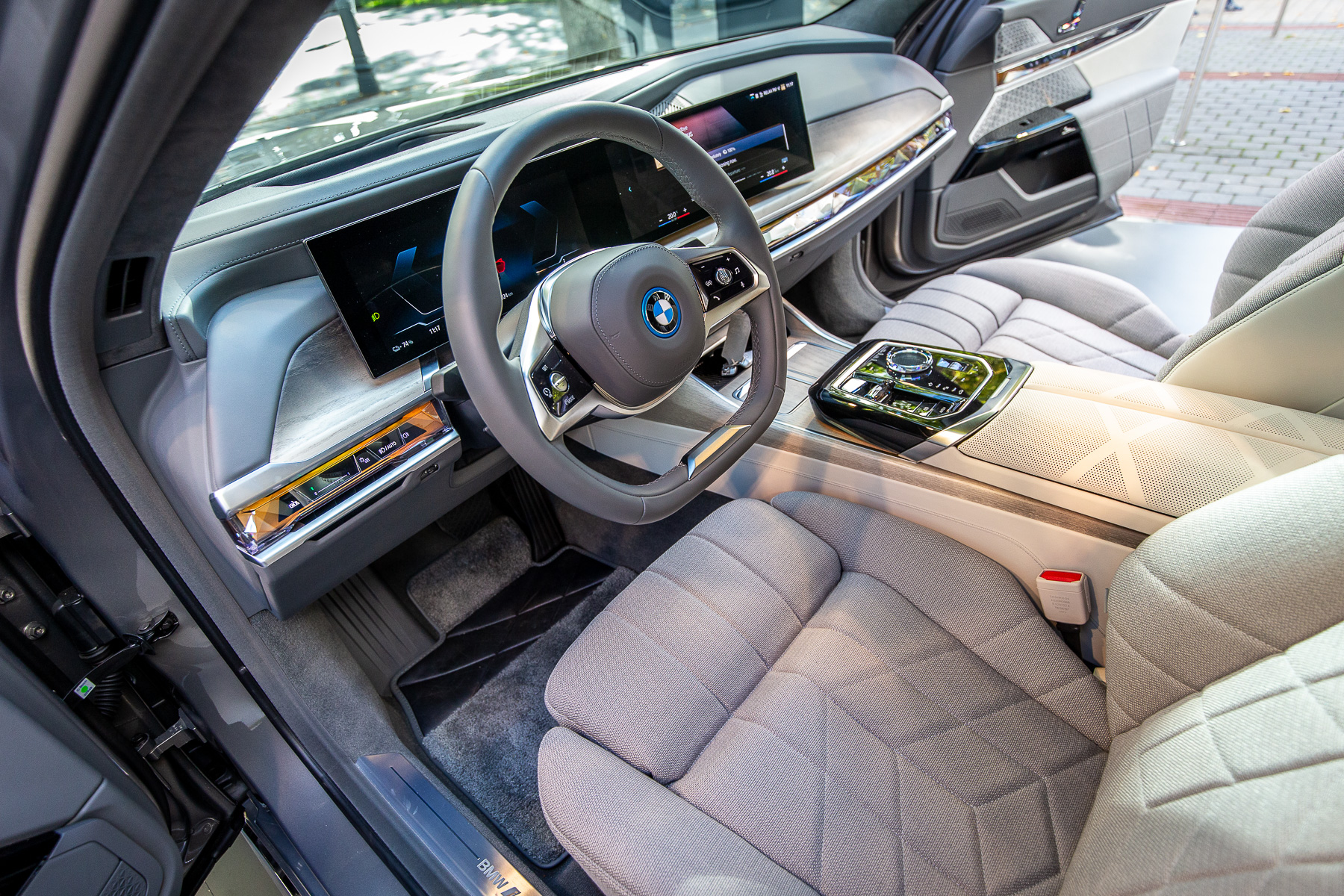
Место водителя

О появлении электромобиля BMW 7 стало известно 1 декабря 2021 года. Изначально его планировалось представить на Пекинском международном автосалоне, однако из-за распространения COVID-19 в Китае его представили 20 апреля 2022 года.
Электрооборудование взято от модели BMW iX. В салоне модели два сенсорных экрана, лаконично оформленная панель управления и несколько кнопок[прояснить]. 
Вдоль «торпедо» присутствует световая декоративная полоса с сенсорными кнопками, при помощи которых можно настраивать обдув. Дефлекторы вентиляции скрыты. 
На задней площадке присутствуют места для сидения с регулировками, вентиляцией и массажем. Над ними присутствует потолочный телевизор. 

## Модификации
- i7 xDrive60: ёмкость аккумулятора 101,7 кВт·час, мощность 544 л.с., крутящий момент 745 Н·м, запас хода 590-625 км по циклу WLTP, разгон до 100 км/ч за 4.7 сек.
- i7 M70xDrive: ёмкость аккумулятора 101,7 кВт·час, мощность 600 л.с., крутящий момент 1000 Н·м, запас хода 390-483 км по циклу WLTP (с 2023 года), разгон до 100 км/ч за 4.0 сек.

## Технические характеристики
| Логотип BMW                        | BMW i7                                           | BMW i7                                           |
| Логотип BMW                        | xDrive60                                         | M70xDrive                                        |
| ---------------------------------- | ------------------------------------------------ | ------------------------------------------------ |
| Тип двигателя                      | Два синхронных двигателя с постоянными магнитами | Два синхронных двигателя с постоянными магнитами |
| Мощность двигателя (кВт)           | 400                                              | 440                                              |
| Максимальная мощность (л. с.)      | 544                                              | 600                                              |
| Максимальный крутящий момент (Н*м) | 745                                              | 1000                                             |
| Трансмиссия                        | Интеграл                                         | Интеграл                                         |
| Максимальная скорость (км/ч)       | 240                                              | 240                                              |
| 0-100 км/ч (с)                     | 4.7                                              | 4.0                                              |
| Снаряжённая масса (кг)             | 2700                                             | 2700                                             |
| Аккумулятор                        |                                                  |                                                  |
| Тип                                | Литий-ионный                                     | Литий-ионный                                     |
| Максимальная ёмкость (кВт*ч)       | 101.7                                            | 101.7                                            |
| Запас хода (цикл WLTP) (км)        | 590—625                                          | 390-483                                          |